# جک ابراموف
جک ابراموف (انگلیسی: Jack Abramoff؛ زادهٔ ۲۸ فوریهٔ ۱۹۵۸) یک تهیه‌کننده و وکیل اهل ایالات متحده آمریکا است.
وی دانش‌آموخته کارشناسی دانشگاه برندایس در رشته ادبیات انگلیسی و دکترا حقوق از دانشگاه دانشگاه جرج‌تاون است.